# Gayenna brasiliensis
Gayenna brasiliensis là một loài nhện trong họ Anyphaenidae.
Loài này thuộc chi Gayenna. Gayenna brasiliensis được Carl Friedrich Roewer miêu tả năm 1951.